# 冯镇安
丹斯里冯镇安（1944年2月29日—），前马来西亚人力资源部长，曾任马六甲州亚罗牙也国阵马华公会国会议员。在第四任首相马哈迪·莫哈末的执政下曾出任教育部副部长（1990年-1999年），2008年马来西亚大选后不再担任内阁职务。

## 政治生涯
1990年10月2日，时任马华公会总会长林良实证实马华将派出马大经济行政学院院长冯镇安攻打士兰斗区国会议席，取代郭伟杰。在10月20日的大选中，冯镇安成功当选。